# Обрывистый
Обрывистый — река в России, протекает по территории Мильковского района Камчатского края. Длина реки — 12 км.
Начинается на северном склоне горы Граничной, входящей в состав Восточного хребта. Течёт в общем северо-западном направлении. Впадает в Левый Толбачик на высоте 570,1 метра над уровнем моря.
По данным государственного водного реестра России относится к Анадыро-Колымскому бассейновому округу.
Код водного объекта — 19070000112220000014615.